# Lucien Lanoy
Pour les articles homonymes, voir Lanoy.
Lucien Amédée Lanoy, dit Le Fauve, est un résistant français né le 11 septembre 1902 dans le 10e arrondissement de Paris et mort le 4 mars 1945 dans le camp de concentration de Dora, plus précisément dans le Kommando d'Ellrich.
En février 1942, avec son épouse Madeleine (nièce de Charles Roger Dunois Hérissé), ils sont les premiers éléments à être recrutés par le Réseau Confrérie Notre-Dame (dirigé par le Colonel Rémy) pour l'agence de Lyons-la-Forêt, via le contact de Dunois.

## Biographie
Lucien Lanoy naît et grandit à Paris. Il y exerce le métier d'ébéniste, se marie et aura deux enfants. Au milieu des années 1930, il déménage à Lyons-la-Forêt, dans l'Eure, où il rencontre Madeleine Hérissé. De ce mariage naîtront deux autres enfants.
Gérant des Coopérateurs Normands à Lyons, il fait  la connaissance de Roger Dutertre Hérissé, son oncle par et alliance.
Ce dernier, récemment recruté au sein de la Confrérie Notre-Dame en compagnie de Roger Pol Dumont, invite Lanoy et son épouse à le rejoindre au sein du réseau en février 1942. Sous l'indicatif 89.416 "Le Fauve", l'agent de 2e classe Lanoy sera chargé des transmissions radio et des parachutages et des posés par avions Lysander dans le secteur entre Lyons et Morgny dans le cadre d'opérations aériennes dirigées par l'officier de réserve.
Ainsi, voici comment est organisée la CND à Lyons :
- Hérissé est le chef des opérations ariennes
- Olivier Jacot Courtaud assure les liaisons radios depuis la pharmacie de Roger Caducée Vinay, voisin de Lucien Lanoy, assisté par Denise Vinay et leur employée Germaine Duval
- Le Fauve assure l'organisation matérielle des opérations pour toute la France. Il fournissait également des informations vitales au Special Operations Executive, à Londres, sur les installations ferroviaires de Sotteville-lès-Rouen, et sur le dépôt de munitions du Tronquay.

Lanoy a également été suivre un stage « Atterrissages et parachutages » d'un mois à Londres en septembre 1943.
Les membres du réseau reçoivent l'aide d'autres habitants de la commune comme Alfred Mouchelet, Roland Montot et Gustave Olaf Colzy.

## Arrestation et déportation
En novembre 1943, la chute du réseau « Parsifal » entraîne le démantèlement de la centrale « Coligny », rattachée par le BCRA à la CND. Les confessions du chef de Parsifal, Robert Tainturier,  comprennent un certain nombre de noms, dont celui du chef radio de la CND, Robert Bacqué, alias Tilden. Celui-ci trahit, tout comme un autre radio, Alain ; cela a des conséquences catastrophiques : elle entraîne une centaine d'arrestations, et Le Fauve en fait partie.
Ainsi, à la suite de ces deux trahisons, Lanoy se fera arrêter le 17 novembre 1943 à Paris. Il sera alors atrocement torturé par la Gestapo mais ne parlera pas. Grâce à cela, Roger Vinay, et tout le réseau de Lyons, ne sera pas inquiété.
Début 1944, il est transféré à Compiègne. Le 22 janvier 1944, il est déporté vers le camp de Buchenwald dans le même convoi que Olivier Jacot Courtaud, Gustave Olaf Colzy et Jean Faucon Sciou. Arrivé à Buchenwald, il sera affecté à un chantier du Dora (Deutsche Organisation Reich Arbeit) dans le Kommando d'Ellrich. Il travaillera alors pour l'"État-major Kammler", dirigé par Hans Kammler, notamment sur le chantier de l'usine souterraine de la Mittelwerk, utilisée pour la production de missiles V1 et V2.
Lucien Lanoy décède au camp d'Ellrich le 4 mars 1945.
À titre posthume, Lucien Lanoy est fait chevalier de la Légion d'honneur et reçoit la Croix de guerre 1939-1945, la Médaille de la Résistance et est Cité à l'Ordre du Corps d'Armée.

## Décorations
- Chevalier de la Légion d'honneur
- Croix de guerre 1939-1945
- Médaille de la Résistance française